# روبرت فيليبس (عازف الغيتار الكلاسيكي)
روبرت فيليبس (بالإنجليزية: Robert Phillips)‏ هو عازف الغيتار الكلاسيكي أمريكي، ولد في 26 يوليو 1953 في نيويورك في الولايات المتحدة.